# 西布里 (伊利諾伊州)
西布里（英語：Sibley）是位於美國伊利諾伊州福特縣的一個村落。

## 地理
西布里的座標為40°35′15″N 88°22′56″W / 40.58750°N 88.38222°W，而該地最高點為海拔高度245米（即805英尺）。

## 人口
根據2010年美國人口普查的數據，西布里的面積為1.36平方千米，當中陸地面積為1.32平方千米，而水域面積為0.04平方千米。當地共有人口272人，而人口密度為每平方千米200人。